# Gonfreville-l’Orcher
Gonfreville-l’Orcher település Franciaországban, Seine-Maritime megyében. Lakosainak száma 8939 fő (2022. január 1.). Gonfreville-l’Orcher Harfleur, Gainneville, Le Havre, Montivilliers, Rogerville és Saint-Martin-du-Manoir községekkel határos.

## Népesség
A település népességének változása:
| Lakosok száma | 9378 | 9234 | 9212 | 9057 | 9162 | 9124 | 9042 | 8961 | 8939 |
|               | 2013 | 2015 | 2016 | 2017 | 2018 | 2019 | 2020 | 2021 | 2022 |